# Hardwarebeschrijvingstaal
Een hardwarebeschrijvingstaal (HDL, hardware description language) is een programmeertaal waarmee men een formele beschrijving kan geven van een (digitale) elektronische schakeling. Door deze beschrijving is het mogelijk om het model van de schakeling te testen en te simuleren door gebruik te maken van speciale software.
In tegenstelling tot vele programmeertalen die gebruikt worden voor software, bestaat de syntaxis van hardwarebeschrijvingstalen ook uit semantische constructies die tijd en gelijktijdigheid uitdrukken, iets wat men niet in de (gestandaardiseerde) programmeertalen als C en C++ tegenkomt. Hiermee wordt het mogelijk om naast combinatorische schakelingen ook sequentiële schakelingen te beschrijven.

## Gebruik
HDL's worden gebruikt:
- om een formele beschrijving te geven van een elektronische schakeling.
- om de designcyclus te versnellen.
- omdat ze een gemakkelijke weg naar synthese bieden.
- omdat ze een gemakkelijke weg naar simulatie bieden.

## Korte geschiedenis
Oorspronkelijk boden HDL's enkel ondersteuning voor de structurele representatie van een hardware systeem. Het gedrag werd eerst beschreven op component niveau en daarna op een logisch niveau. Een methode voor het beschrijven van het gedrag op logisch niveau is PALASM. De eerste moderne HDL, Verilog, werd geïntroduceerd in 1985. Later (1987) werd, door een verzoek van het United States Department of Defense, VHDL ontwikkeld. Deze talen groeiden later uit tot de dominante HDL's in de elektronicaindustrie.

## Simulatie
Een simulatie is de interpretatie van de HDL-uitdrukkingen om een output te bekomen die door mensen gelezen kan worden, zoals een tijdsdiagram (voorspelt hoe de hardware zich zal gedragen alvorens het wordt gefabriceerd). Hierdoor is HDL-simulatie vrij vergelijkbaar met het draaien van een programma in een conventionele high-leveltaal, zoals JavaScript, BASIC, LISP, die geïnterpreteerd worden. Simulatie is handig voor de gebruiker omdat het ervoor zorgt dat functionele fouten in een design op tijd kunnen worden opgespoord en gecorrigeerd. Wanneer dit niet gebeurd zullen de eventuele fouten pas gedetecteerd worden na fabricatie en dit kan enorme extra kosten teweegbrengen.

## Synthese
Synthese is het compileren van high-level behavioral en structurele HDL-uitdrukkingen in een gate-level-netlist (beschrijft onderlinge connectiviteit tussen een hiërarchie van blokken), die dan direct gebruikt kan worden om ofwel direct te printen op een printplaat, het zelf maken van een geïntegreerde schakeling of om programmeerbare logische hardware te programmeren (zoals ROM, PLA, PLD, FPGA, CPLD, …). Hierdoor is synthese vergelijkbaar met het compileren van een programma in een conventionele high-leveltaal. Het verschil is dat in plaats van het produceren van objectcode die op dezelfde computer draait, synthese een fysiek stuk hardware produceert dat de combinatorische logica implementeert die beschreven is door de HDL-code.
De synthese is een omzetting van de ene voorstelling naar een andere voorstelling. Men zou simulatie kunnen beschouwen als synthese maar meestal verwijst het naar een fysieke implementatie. Men wil iets bekomen dat produceerbaar is en optimaal ontwikkeld kan worden. Verschillende types van synthese:
1. Van Engels (taal meeste HDL's) naar algoritmisch: natuurlijke taalsynthese
2. Van algoritmisch naar data flow: algoritmische synthese
3. Van data flow naar structureel: logische synthese
4. Van logische poorten naar lay-out: lay-outsynthese

Synthese 2 tot 4 kunnen automatisch worden aangemaakt.

## Codevoorbeeld
Een voorbeeld van VHDL-code voor een vierbits-ALU:
```
library
 
IEEE
;

use
 
IEEE.STD_LOGIC_1164.
ALL
;

use
 
IEEE.STD_LOGIC_ARITH.
ALL
;

use
 
IEEE.STD_LOGIC_UNSIGNED.
ALL
;

ENTITY
 
VierbitALU
 
is

     
port
(
A
:
 
in
 
std_logic_vector
(
3
 
downto
 
0
);
 

          
B
:
 
in
 
std_logic_vector
(
3
 
downto
 
0
);
 

          
S
:
 
in
 
std_logic_vector
(
1
 
downto
 
0
);

          
M
:
 
in
 
std_logic
;

          
L
:
 
out
 
std_logic
;

          
F
:
 
out
 
std_logic_vector
(
4
 
downto
 
0
));

END
 
VierbitALU
;

architecture
 
behavioral
 
of
 
VierbitALU
 
is

		
signal
 
Aint
:
 
std_logic_vector
(
4
 
downto
 
0
);

		
signal
 
Bint
:
 
std_logic_vector
(
4
 
downto
 
0
);

	
begin

	
process
(
A
,
B
,
M
,
S
,
Aint
,
Bint
)

		
begin
 

		
Aint
 
<=
 
'0'
&
A
;

		
Bint
 
<=
 
'0'
&
B
;

		
L
 
<=
 
'1'
;

			
if
 
M
 
=
 
'0'
 
then

				
case
 
S
 
is

					
when
 
"00"
 
=>
 
F
 
<=
 
Aint
 
and
 
Bint
;

					
when
 
"01"
 
=>
 
F
 
<=
 
Aint
 
or
 
Bint
;

					
when
 
"10"
 
=>
 
F
 
<=
 
Aint
 
xor
 
Bint
;

					
when
 
"11"
 
=>
 
F
 
<=
 
Aint
 
xnor
 
Bint
;

					
when
 
others
 
=>
 
null
;
     

				
end
 
case
;

			
else

				
case
 
S
 
is

					
when
 
"00"
 
=>
 
F
 
<=
 
Aint
 
+
 
Bint
;
 

					
when
 
"01"
 
=>
 
F
 
<=
 
Aint
 
+
 
not
 
Bint
 
+
 
1
;

					
when
 
"10"
 
=>
 
F
 
<=
 
Bint
 
+
 
not
 
Aint
 
+
 
1
;

					
when
 
"11"
 
=>
 
F
 
<=
 
Aint
 
+
 
1
;

					
when
 
others
 
=>
 
null
;
 

				
end
 
case
;

			
end
 
if
;

	
end
 
process
;

end
 
behavioral
;

```

## Verschillende HDL's
De meest gebruikte en ondersteunde HDL-talen zijn:
VHDL:
VHDL is een hardwarebeschrijvingstaal gemaakt in opdracht van het ministerie van defensie van de V.S. De V in VHDL staat voor VHSIC (Engels: very high speed integrated circuit). VHDL is een standaardtaal opgenomen door de IEEE (Engels: Institute of Electrical and Electronics Engineers). VHDL wordt voornamelijk gebruikt in Europa.
Verilog:
Verschillende bedrijven en universiteiten, gekend als OVI (Engels: Open Verilog International), beheren Verilog. Tal van bedrijven ontwikkelen tools die werken met standaard Verilog. Ongeveer de helft van al het HDL-werk in de V.S. gebeurt in Verilog.
Andere talen:
- ABEL HDL (Advanced Boolean Expression Language, taal ontwikkeld door ‘the Data I/O Corporation’ en nu eigendom van ‘Lattice Semiconductor’)[4]
- AHDL (Altera HDL, taal ontwikkeld door Altera)
- CUPL (taal ontwikkeld door Logical Devices, Inc.)
- JHDL (class library boven op de Java-programmeertaal)
- Lava HDL[5]